# Rio Sanaga
Foz do rio Mbam (esq.) no rio Sanaga, perto de Ebebda
O rio Sanaga é um longo rio da África central e um dos mais importantes dos Camarões. Desagua no Oceano Atlântico no Golfo do Biafra.
O rio nasce no planalto de Adamawa. É formado pela confluência do rio Djérem e do rio Lom no norte da Região Leste. Alem destes, o seu afluente principal é o rio Mbam.